# Giacomo Alberione
Giacomo Alberione, född 4 april 1884 i Fossano, död 26 november 1971 i Rom, var en italiensk romersk-katolsk präst och ordensgrundare. Han grundade bland annat Società San Paolo (1914) och Pia società figlie di San Paolo (1915), vilka ingår i den så kallade Famiglia Paolina. Giacomo Alberione vördas som salig i Romersk-katolska kyrkan, med minnesdag den 26 november.

## Bilder
| - Giacomo Alberione och påve Johannes XXIII. - Giacomo Alberione och påve Paulus VI. |

### Webbkällor
- ”Giacomo Alberione (1884–1971)”. Santa Sede. 27 april 2003. https://www.vatican.va/news_services/liturgy/saints/ns_lit_doc_20030427_alberione_it.html. Läst 28 april 2022.
- ”Beato Giacomo Alberione, sacerdote e fondatore”. Santi e Beati. http://www.santiebeati.it/dettaglio/90002. Läst 28 april 2022.